# 毛栓孔菌
毛栓孔菌（Trametes hirsuta），亦称毛栓菌、毛革盖菌、多毛覆瓦菌、粗毛栓菌、硬毛栓菌、毛多孔菌、硬毛瓦菌等，是栓孔菌属的一个种。常见于阔叶林枯木上，春季至秋季生长，全年可见。广泛分布，在北温带地区尤其常见。在中国全境大部分地区均有分布。是常见的木材腐朽菌。

## 命名
种加词hirsuta是hirsutus的阴性形式，拉丁语中意为“毛发蓬松的、散乱的，不光滑的、粗糙的”，在植物学名中是“被粗硬毛的”之意。即英语。

## 形态

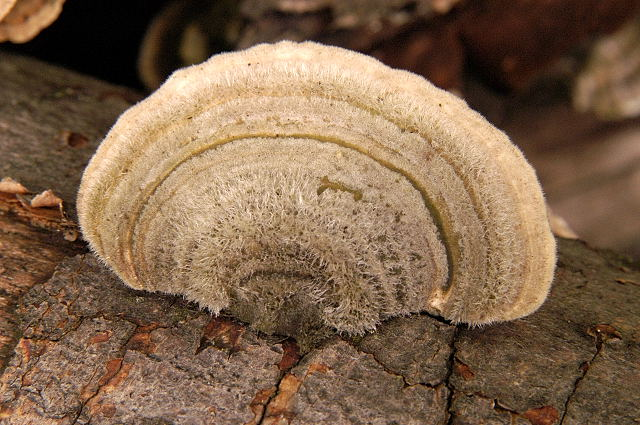
毛栓孔菌

担子果，一年生，有时存活2年。单生或呈覆瓦状。无柄或平展至反卷，近革质到软木栓质，新鲜时韧革质，干后革质，无味。菌盖软木栓质，扁平，呈半圆形、扇形或贝壳形，有时圆形，长达4cm，宽10cm，高1cm。菌盖新鲜时乳白色，干后奶油色、浅棕黄色、灰色或灰褐色，被厚绒毛，有同心环带或环沟，边缘锐。中央部位绒毛较硬，常被藻类或苔藓染成绿色。孔口多角形，空面新鲜时乳白色，后期浅乳黄色至灰褐色。孢子无色，光滑，圆柱形。

## 用途

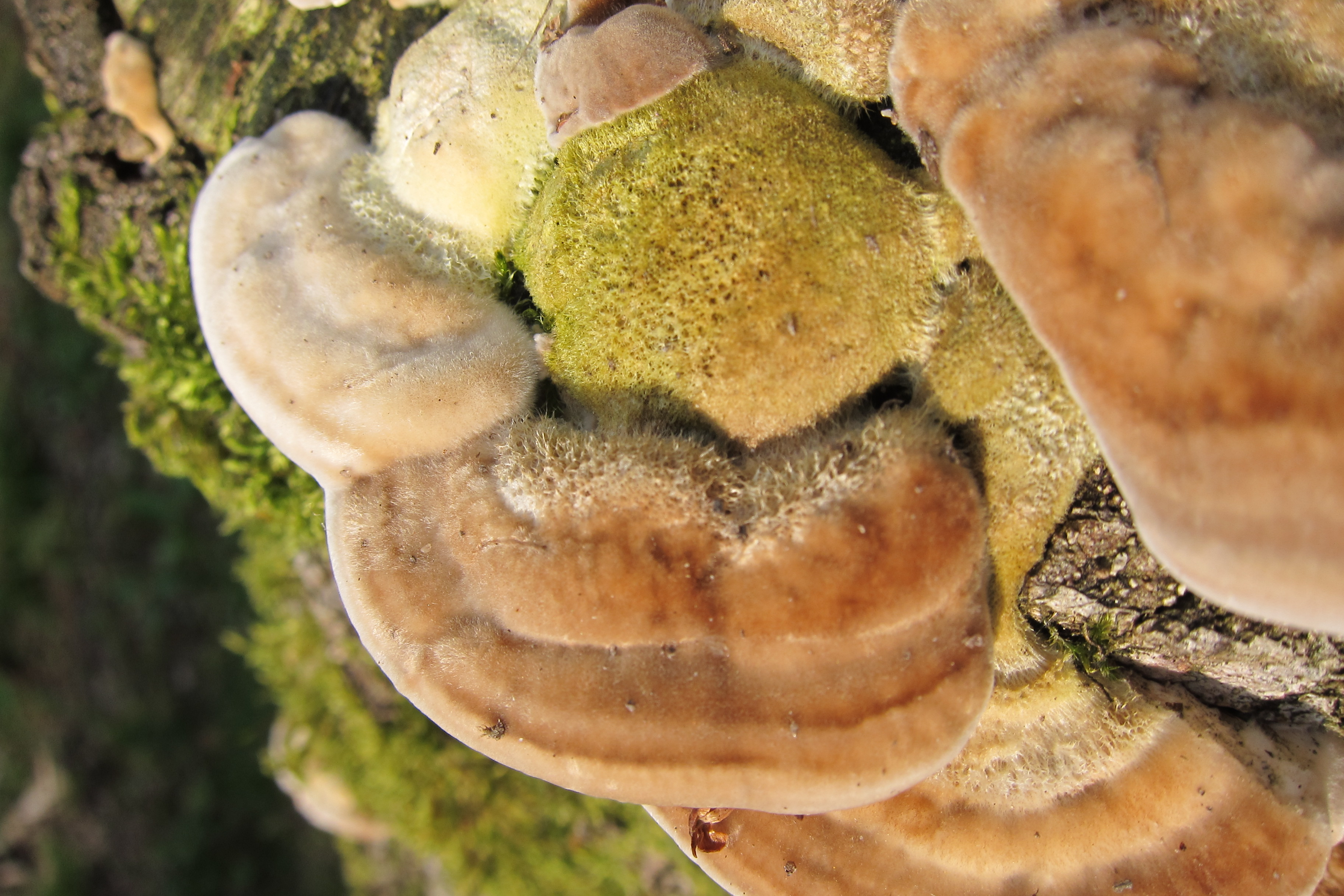
毛栓孔菌会造成木材白色腐朽

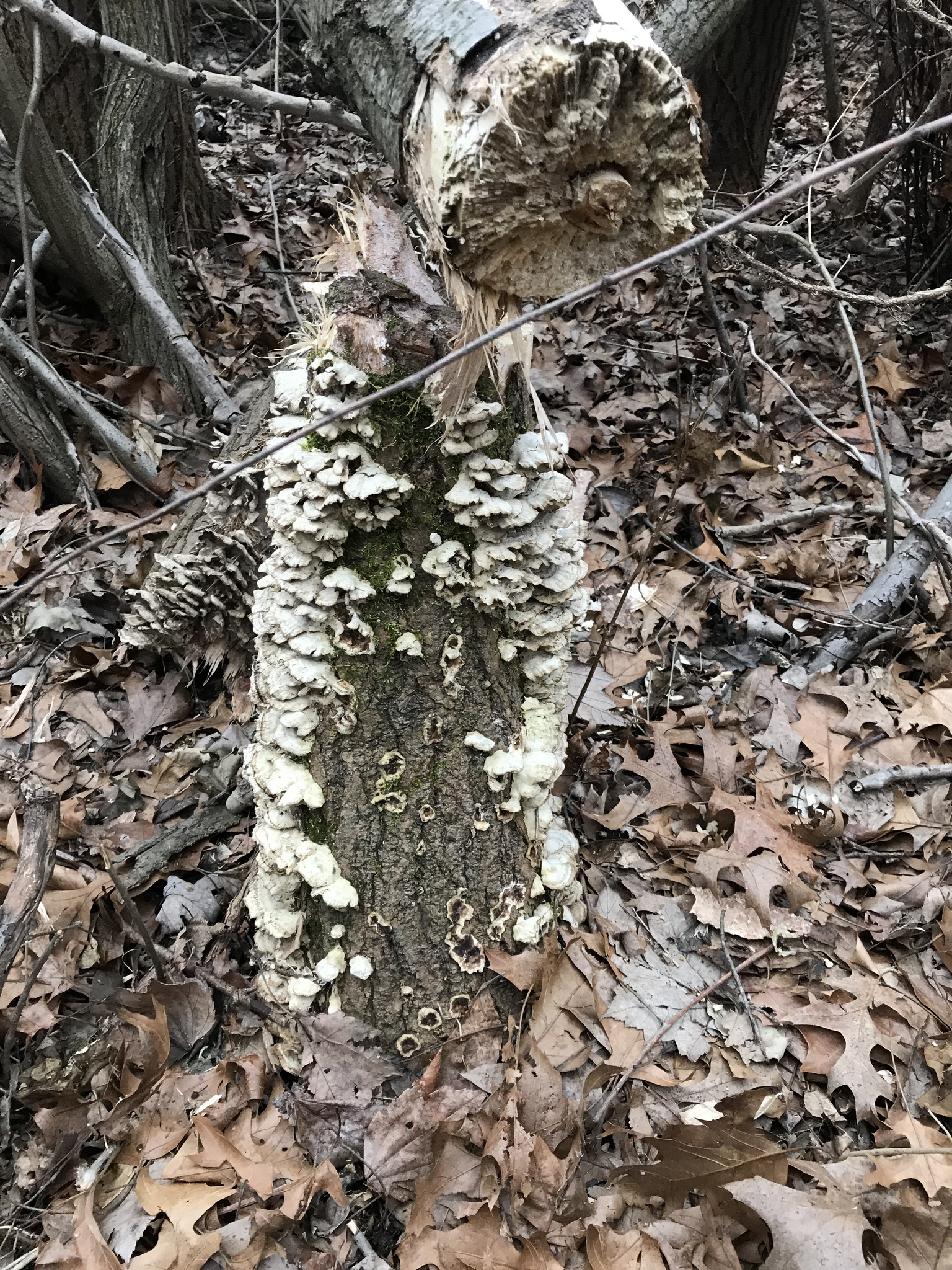
朽木段上生长的毛栓孔菌

是木材腐朽菌，会生长在栎、胡桃、赤杨、女贞、桦、杨、柳、槭、榆、樟、李等阔叶树的树干上，造成木材白色腐朽。亦时常见于香菇、银耳、木耳栽培段木上，影响其产量。
药用，民间用于除风湿，治疗肺痰、止咳、化脓、生肌等，有报道称有抗癌作用。菌肉硬，不可食用。
其产生的纤维素酶可分解纤维多糖。冻干的毛栓菌中的烯烃会发生与臭氧化反应不同的生物转化，生成醛。